# بيفرلي روبرتسون
بيفرلي روبرتسون (بالإنجليزية: Beverly Robertson)‏ هو ضابط أمريكي، ولد في 5 يونيو 1827 في مقاطعة أميليا في الولايات المتحدة، وتوفي في 12 ديسمبر 1910 في واشنطن العاصمة في الولايات المتحدة.